# Alphonse Borrelly
| 99 Dike      | 28 mai 1868        |
| 110 Lydia    | 19 aprilie 1870    |
| 117 Lomia    | 12 septembrie 1871 |
| 120 Lachesis | 10 aprilie 1872    |
| 146 Lucina   | 8 iunie 1875       |
| 157 Dejanira | 1 decembrie 1875   |
| 171 Ophelia  | 13 ianuarie 1877   |
| 172 Baucis   | 5 februarie 1877   |
| 173 Ino      | 1 august 1877      |
| 198 Ampella  | 13 iunie 1879      |
| 233 Asterope | 11 mai 1883        |
| 240 Vanadis  | 27 august 1884     |
| 246 Asporina | 6 martie 1885      |
| 268 Adorea   | 8 iunie 1887       |
| 308 Polyxo   | 31 martie 1891     |
| 322 Phaeo    | 27 noiembrie 1891  |
| 369 Aëria    | 4 iulie 1893       |
| 394 Arduina  | 19 noiembrie 1894  |

Alphonse Louis Nicolas Borrelly (8 decembrie 1842 - 28 februarie 1926) a fost un astronom francez.
El s-a alăturat Observatorului din Marseille în 1864. În timpul carierei lui, a descoperit mulți asteroizi și multe comete, de asemenea, incluzând și cometa 19P/Borrelly, cea care îi poartă și numele.
Academia Franceză de Științe i-a acordat premiul Prix Valz în 1903  și  Premiul Lalande în 1909, pentru contribuțiile sale în domeniul astronomiei. Astfel, asteroidul 1539 Borrelly a fost numit în cinstea lui.

## Comete descoperite/co-descoperite
Aceasta este listă incompletă a cometelor descoprite sau co-descoprite de Borrelly:
- C/1873 Q1 (Borrelly)[5]
- C/1877 C1 (Borrelly)[5]
- C/1877 G2 (Swift-Borrelly-Block)[5]
- C/1889 X1 (Borrelly)[5]
- 19P/Borrelly
- C/1909 L1 (Borrelly-Daniel)[6]